# Матхаусер, Йосеф
Йосеф Матхаусер (чеш. Josef Mathauser; 24 июля 1846, Станков — 10 января 1917, Прага) — чешский художник-романтик и иллюстратор.

## Жизнь и творчество
Йосеф Матхаусер родился в 1846 году в Станкове. Писал преимущественно полотна на религиозную и историческую тематику, а также портреты. Наиболее известными картинами художника являются Trh s otrokyněmi (1891) и Libušin soud. Работал также над оформлением католического собора Вознесения Девы Марии в Марианских Лазнях в 1887 году. Его росписи украшают алтарь в соборе Петра и Павла (1895). В самом конце XIX столетия художник создал картины для церквей городов Свята Гора и Пршибрам. 
Художник умер в Праге в 1917 году. Он похоронен на Виноградском кладбище в Праге.

## Галерея

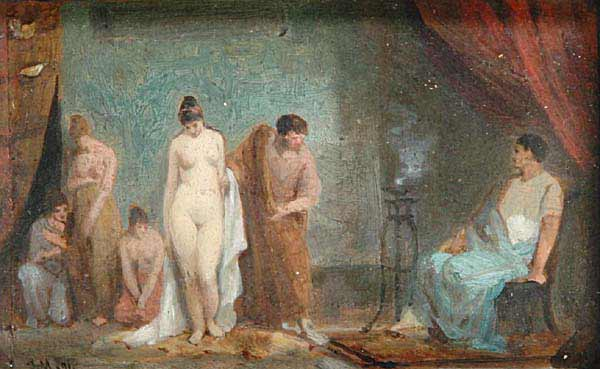
Продажа девушек (1891)
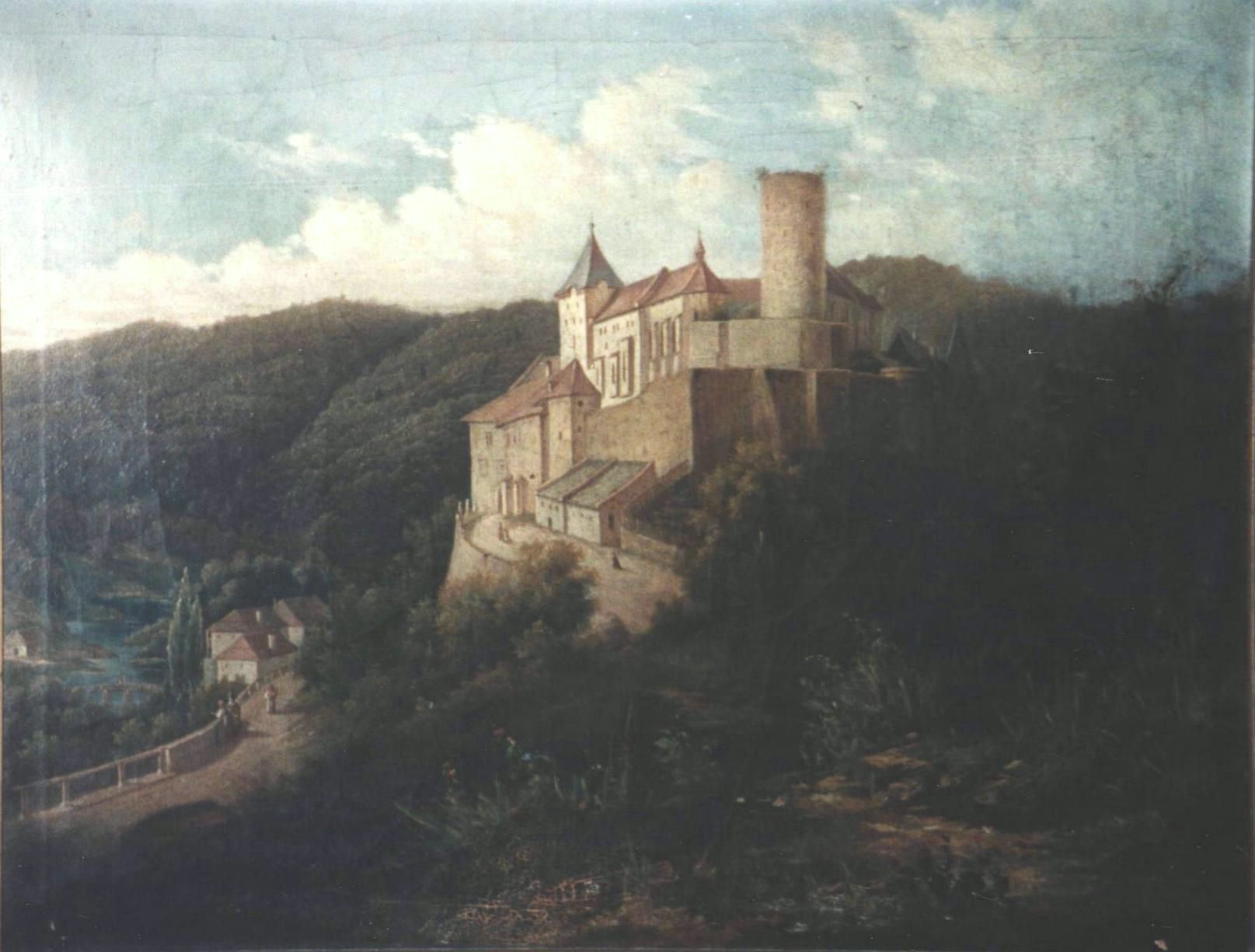
Замок Кршивоклат
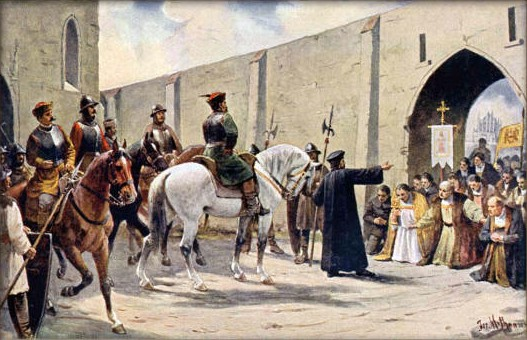
Взятие Кутной Горы
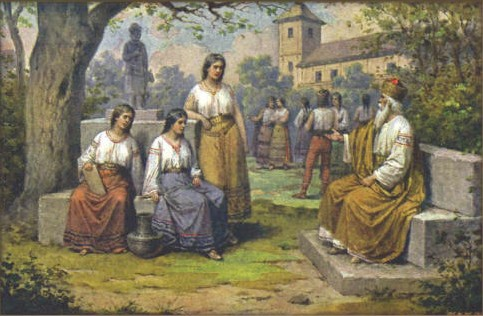
Князь Крок с дочерьми (Кази, Тета, Либуше)
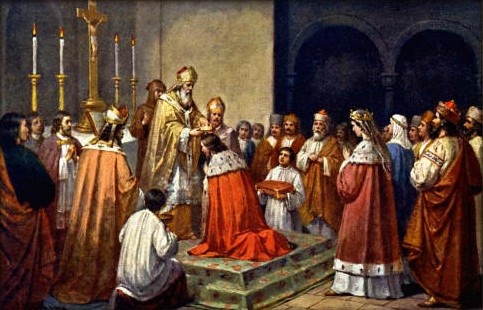
Коронация Вратислава
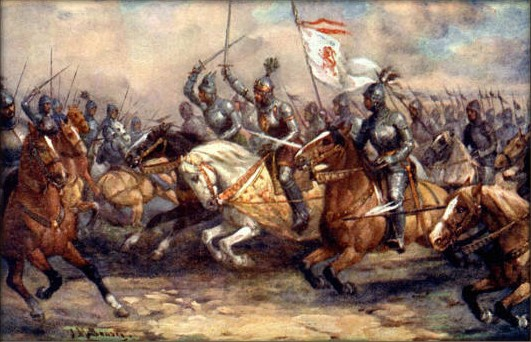
Король Ян в битве при Креси
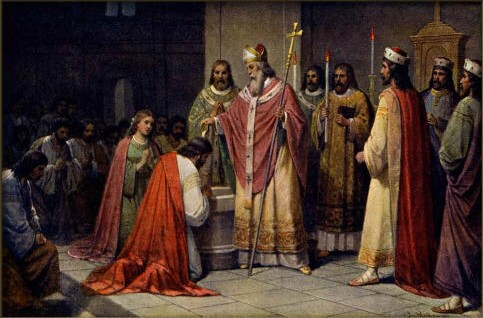
Крещение св.Мефодием князя Боривоя и его супруги Людмилы
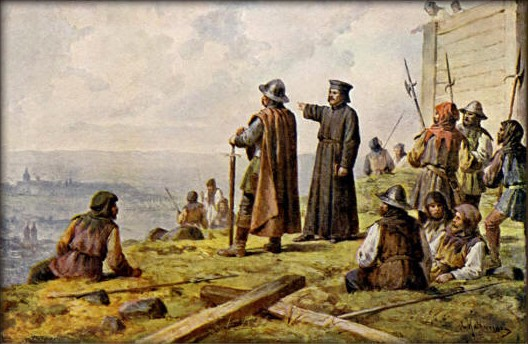
Ян Жижка с князем Вацлавом Корандой в 1420 году смотрят из Виткова на Прагу
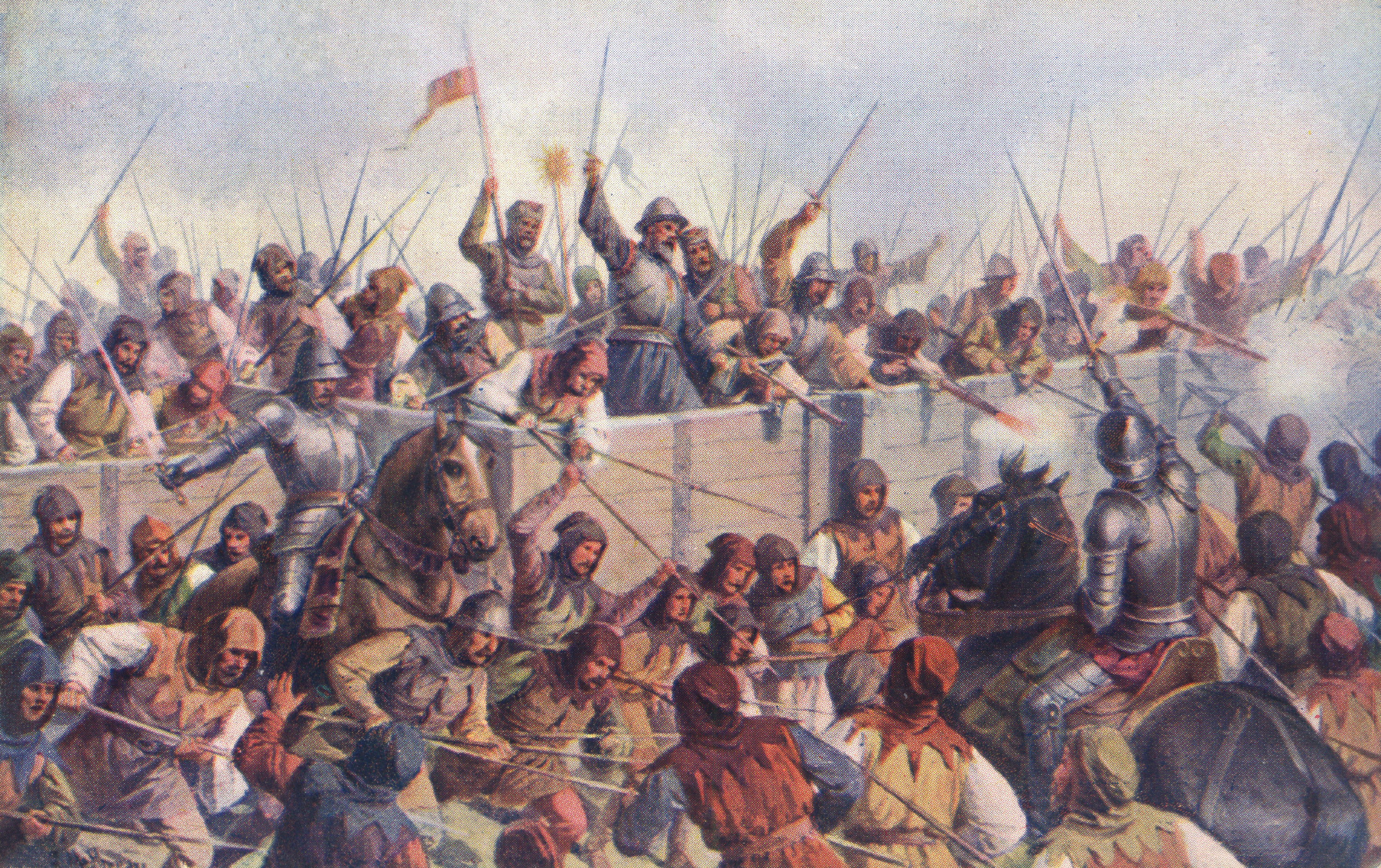
Битва под Липанами в 1434 году
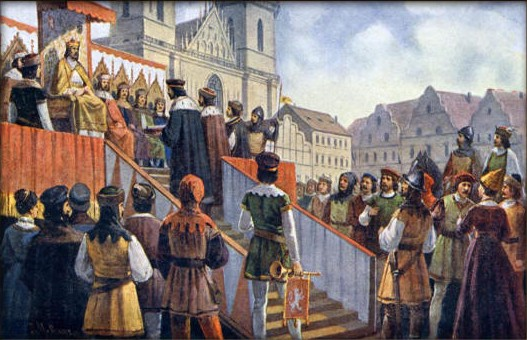
Пражане приносят присягу императору Сигизмунду
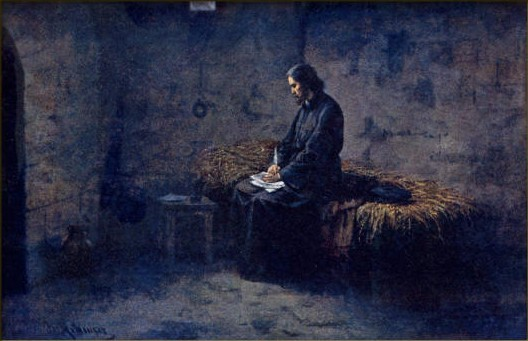
Ян Гус в темнице
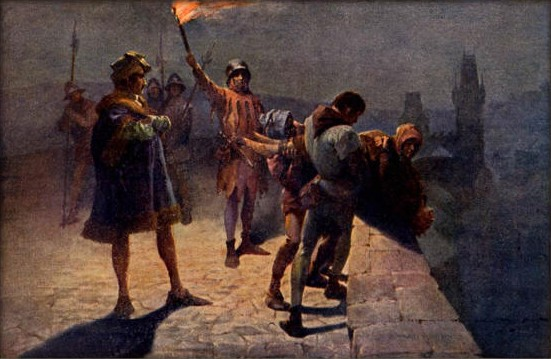
Смерть Яна Непомука